# Henry Rawlinson
Henry Creswicke Rawlinson (Chadlington, Oxfordshire, Inglaterra, 5 de abril de 1810 – Londres, 5 de março de 1895) foi um oficial do Exército da Companhia Britânica das Índias Orientais, político e orientalista, por vezes descrito como o Pai da Assiriologia. Seu filho, também Henry, viria a se tornar um comandante sênior no Exército Britânico durante a Primeira Guerra Mundial.

## Início de vida e serviço no exército
Rawlinson nasceu em 5 de abril de 1810, no local hoje conhecido como Chadlington, Oxfordshire, Inglaterra. Ele foi o segundo filho de Abram Tyack Rawlinson e irmão mais velho do historiador George Rawlinson. Em 1827, tendo se tornado proficiente em farsi, foi enviado à Pérsia em companhia de outros oficiais britânicos para treinar e reorganizar as tropas do Xá. Divergências entre a corte persa e o governo britânico, também envolvendo a Rússia, resultaram na saída dos oficiais britânicos.
Rawlinson começou a estudar inscrições em persa, principalmente aquelas em escrita cuneiforme, que haviam sido apenas parcialmente decifradas por Grotefend e Saint-Martin. Durante dois anos a partir de 1836, ele esteve em Kermanshah, no oeste do Irã, perto da grande inscrição de Behistun, escrita em Persa Antigo, elamita e babilônico (forma posterior de acadiano) por Dario, o Grande entre 522 e 486 a.C. Em uma escada precária, Rawlinson foi o primeiro ocidental a transcrever a porção em Persa Antigo do texto. Com seu conhecimento de persa antigo, ele passou a decifrar as seções em elamita e babilônico.

## Carreira política
Rawlinson foi nomeado agente político em Kandahar em 1840, servindo por três anos. Em 1844, por seu serviço ao Império Britânico durante a Guerra Anglo-Afegã, recebeu o título de Companion da Order of the Bath.
Um encontro casual com o governador-geral resultou em sua nomeação como agente político na Arábia otomana. Estabelecendo-se em Bagdá, dedicou-se aos estudos cuneiformes e, em 1847, conseguiu enviar à Europa uma transcrição completa e fiel da inscrição de Behistun, que ele também decifrou e interpretou com sucesso. Tendo reunido um vasto material de natureza arqueológica e geográfica no curso de várias explorações — incluindo visitas, juntamente com Sir Austen Henry Layard, às ruínas de Nínive — retornou à Inglaterra em licença em 1849.
Ele foi eleito Fellow of the Royal Society em fevereiro de 1850, elogiado como “Descobridor da chave das inscrições persas, babilônicas e assírias em caracteres cuneiformes. Autor de vários artigos sobre a filologia, antiguidades e geografia da Mesopotâmia e Ásia Central. Eminente como erudito”.
Permanecendo em casa por dois anos, em 1851 publicou seu estudo sobre a inscrição de Behistun e foi promovido a tenente-coronel. O Museu Britânico recebeu sua valiosa coleção de antiguidades babilônicas, sabeias e sassânidas, concedendo-lhe fundos consideráveis para dar continuidade às escavações assírias e babilônicas de Layard. Em 1851, voltou a Bagdá, onde suas descobertas arqueológicas contribuíram muito para a conclusão da decifração e interpretação do cuneiforme. A maior contribuição de Rawlinson foi a descoberta de que cada sinal cuneiforme tinha leituras múltiplas, dependendo do contexto. Rawlinson trabalhou com o mais jovem George Smith no Museu Britânico.
Um acidente a cavalo em 1855 acelerou sua decisão de voltar à Inglaterra, e naquele ano ele renunciou ao cargo na Companhia das Índias Orientais. Antes de partir, Rawlinson envolveu-se na desastrosa missão francesa de enviar mais de 200 caixas de antiguidades para a Europa, quase todas perdidas em Al-Qurnah.
Ao retornar à Inglaterra, recebeu a distinção de Cavaleiro comandante da Ordem do Banhoh e foi designado “crown director” da Companhia Britânica das Índias Orientais.
Os quarenta anos seguintes de sua vida foram cheios de atividade (política, diplomática e científica), passados principalmente em Londres. De fevereiro a setembro de 1858, ele foi membro do Parlamento por Reigate, e foi nomeado membro do primeiro Conselho da Índia. Saiu novamente em 1859, quando foi enviado à Pérsia como enviado plenipotenciário, mas retornou após um ano, insatisfeito com a função. Ele foi parlamentar por Frome de 1865 a 1868, e voltou a servir no Conselho da Índia de 1868 até sua morte.

## Atitudes em relação à Rússia

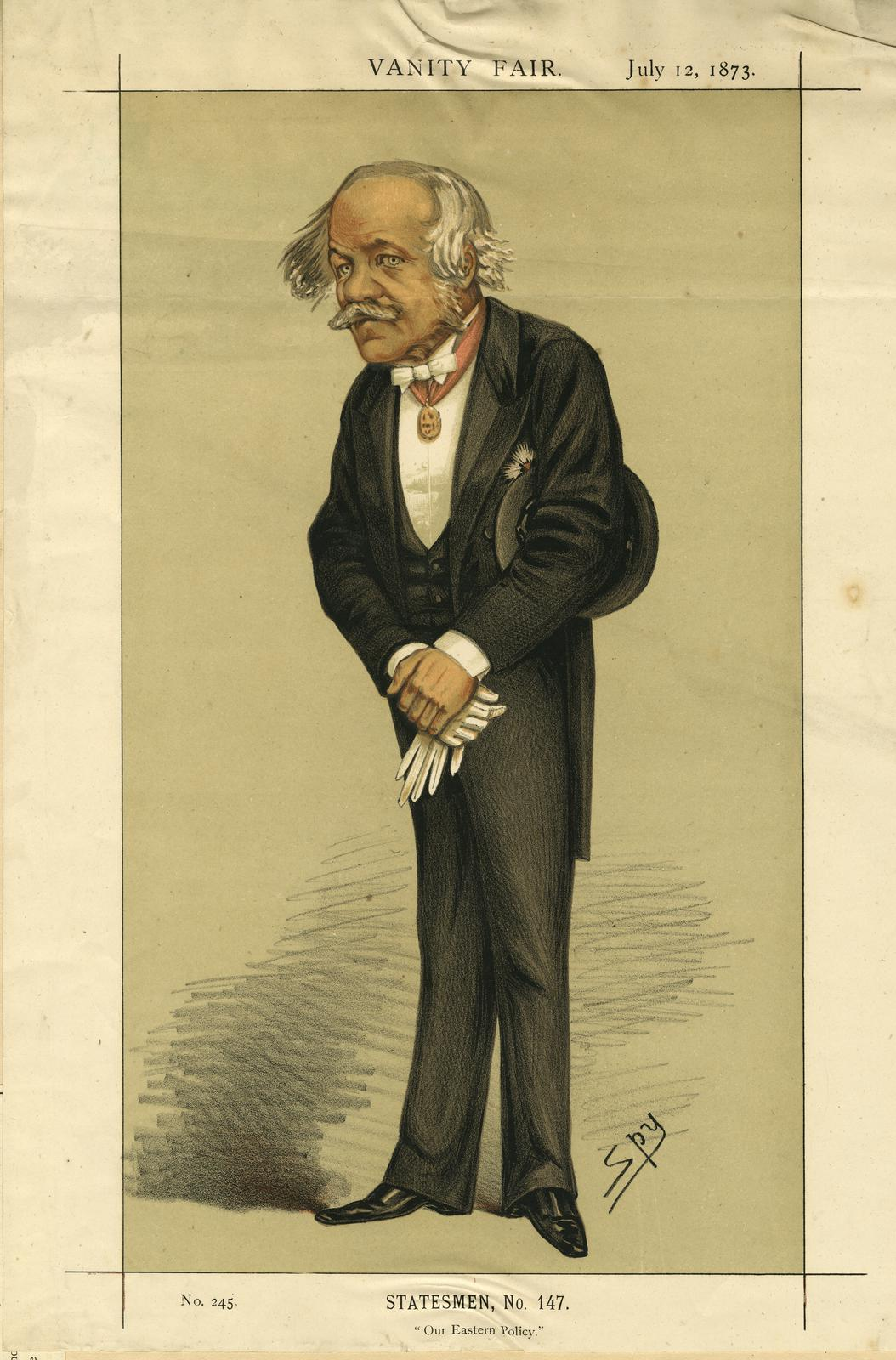
“Our Eastern Policy”, caricatura de “Spy”, publicada na Vanity Fair, julho de 1873

Rawlinson foi uma das figuras mais importantes a defender que a Grã-Bretanha deveria conter as ambições da Rússia na Ásia Central. Era ferrenho defensor da Política Avançada no Afeganistão e advogava manter Kandahar. Ele argumentava que o Império do Czar invadiria e absorveria o canato de Kokand, o emirado de Bucara e o canato de Quiva (o que de fato ocorreu, estando essas regiões hoje integradas ao Usbequistão). Avisava que a Rússia invadiria a Pérsia (Irã) e o Afeganistão como trampolins para a Índia Britânica.

## Anos finais
Ele foi curador do Museu Britânico de 1876 até sua morte. Recebeu o título de Cavaleiro Grã-Cruz da Ordem do Banho em 1889 e foi criado baronete em 1891; presidiu a Royal Geographical Society de 1874 a 1875 e a Royal Asiatic Society de 1869 a 1871 e de 1878 a 1881; recebeu títulos honorários em Oxford, Cambridge e Edimburgo.
Casou-se com Louisa Caroline Harcourt Seymour, filha de Jane (nascida Hopkinson) e Henry Seymour, em 2 de setembro de 1862, com quem teve dois filhos: Henry e Alfred. Ficou viúvo em 31 de outubro de 1889 e faleceu em Londres, de gripe, cinco anos depois. Está sepultado no Cemitério de Brookwood em Surrey.

## Obras publicadas

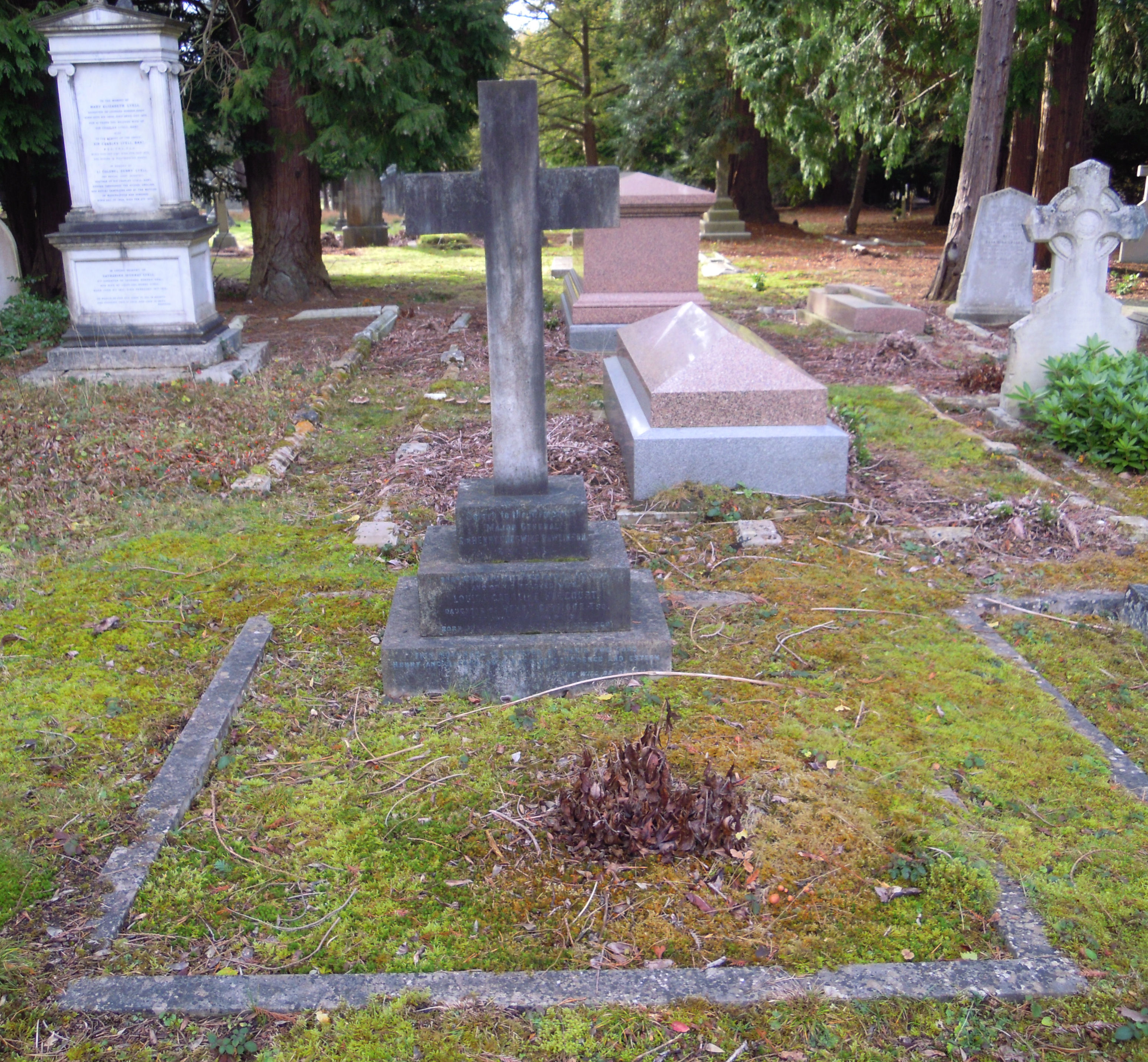
Túmulo de Rawlinson no Cemitério de Brookwood

As obras publicadas de Rawlinson incluem quatro volumes de inscrições cuneiformes, publicados sob sua direção entre 1870 e 1884 pelos curadores do Museu Britânico; The Persian Cuneiform Inscription at Behistun (1846–1851) e Outline of the History of Assyria (1852), ambos republicados a partir dos periódicos da Sociedade Asiática; A Commentary on the Cuneiform Inscriptions of Babylon and Assyria (1850); Notes on the Early History of Babylonia (1854); e England and Russia in the East (1875). Ele também fez diversas contribuições menores para publicações de sociedades acadêmicas. Redigiu artigos sobre Bagdá, o Eufrates e o Curdistão para a nona edição da Encyclopædia Britannica, além de outros textos sobre o Oriente; e auxiliou na edição de uma tradução de The Histories de Heródoto, feita por seu irmão, o cônego George Rawlinson.

## Obras
- Rawlinson, H. C. (1848). «The Persian Cuneiform Inscription at Behistun, Decyphered and Translated; With a Memoir on Persian Cuneiform Inscriptions in General, and on That of Behistun in Particular». Journal of the Royal Asiatic Society of Great Britain and Ireland. 10: i–349. ISSN 0035-869X. JSTOR 25581217